# Peter Iljič Čajkovski
Peter Iljič Čajkovski (rusko Пётр Ильи́ч Чайко́вский, latinizirano: pjótər iljíč čajkôu̯ski), ruski romantični skladatelj, * 7. maj (25. april, ruski koledar) 1840, Votkinsk, okraj Vjatke, (danes Udmurtija), Rusija, † 6. november (25. oktober) 1893, Sankt Peterburg.
Bil je prvi ruski skladatelj, čigar glasba je pustila trajen pečat na mednarodni ravni. Čajkovski je napisal nekatere od najbolj znanih koncertov v klasičnem repertoarju, vključno z baletoma Labodje jezero in Hrestač ter Overturo 1812, njegovim 1. klavirskim koncertom, koncertom za violino, Romeom in Julijo, več simfonijami in opero Jevgenij Onjegin. Poleg tega je skladal komorno glasbo in zborovsko liturgično glasbo za rusko pravoslavno cerkev.
Čeprav je bil glasbeno zgodaj zrel, se je Čajkovski izšolal za javnega uslužbenca, saj je bilo v takratnem času v Rusiji malo priložnosti za glasbeno kariero in ni bilo nobenega sistema javne glasbene izobrazbe. Ko se je pojavila priložnost za takšno izobrazbo, je vstopil v nastajajoči Sanktpeterburški konservatorij, na katerem je diplomiral leta 1865. Formalna zahodnjaška izobrazba, ki jo je Čajkovski tam prejel,  ga je ločila od skladateljev takratnega nacionalističnega gibanja, ki je bilo utelešeno v ruskih skladateljih Peterke, s katerimi je imel mešan poklicni odnos.
Šolanje ga je usmerilo k združevanju naučenega z avtohtonimi glasbenimi praksami, ki jim je bil podvržen od otroštva. S tem je ustvaril oseben, vendar nezmotljivo ruski slog. Načela, ki so vladala melodiji, harmoniji in drugim osnovam ruske glasbe, so se razhajala od tistih, ki so vladala zahodnoevropski glasbi, kar je na videz zmanjševalo potencial za uporabo ruske glasbe v velikih zahodnih kompozicijah ali za oblikovanje kompozitnega sloga in je povzročilo osebne zamere, kar je načelo samozavest Čajkovskega. Ruska kultura, ki je imela razcepljeno osebnost s prirojenimi in prevzetimi elementi, se je vse bolj ločevala že od časa Petra Velikega. To je vodilo v negotovost med inteligenco glede nacionalne identitete države, dvoumnost, ki se je odražala v karieri Čajkovskega.
Kljub njegovim številnim uspehom je bilo življenje Čajkovskega zaznamovano z osebnimi krizami in depresijo. K temu so prispevali njegova zgodnja ločitev od matere ob odhodu v internat, ki ji je sledila njena prezgodnja smrt, smrt njegovega bližnjega prijatelja in kolega Nikolaja Rubinsteina, njegov spodletel zakon z Antonino Miliukovo in propad njegovega 13-letnega sodelovanja z bogato mecenko Nadeždo von Meck. Homoseksualnost Čajkovskega, ki je ni razkrival v javnosti, tradicionalno prav tako velja za pomemben dejavnik, čeprav so ji nekateri učenjaki pripisovali majhen pomen. Šesto simfonijo je posvetil svojemu nečaku Vladimirju Davidovu in čustva, ki jih je izrazil Davidovu v pismih, so pogosto navajali kot dokaz za romantično ljubezen med njima. Nenadno smrt Čajkovskega pri 53 letih običajno pripisujejo koleri, vendar še poteka debata o tem, ali je bila resničen razlog kolera, ali pa je bila smrt namerna.
Njegova glasba je priljubljena v javnosti, vendar so bila kritična mnenja prvotno mešana. Nekaterim Rusom se je zdelo, da ne predstavljajo domačih glasbenih vrednot v zadostni meri in so sumili, da so Evropejci sprejeli glasbo zaradi njenih zahodnih elementov. To trditev naj bi podpiralo dejstvo, da so nekateri Evropejci Čajkovskega povzdigovali zaradi glasbe, ki je ponudila več kot samo eksotiko in so izjavili, da je presegla stereotipe ruske klasične glasbe. Drugi so glasbo Čajkovskega zavrnili kot pomanjkljivo, ker ne sledi dovolj strogo zahodnim načelom.
Kot gostujoči dirigent je nastopal v Evropi in Združenih državah Amerike. Eden teh nastopov je bil na otvoritvenem koncertu dvorane Carnegie Hall v New Yorku leta 1892. Čajkovskega je počastil leta 1884 tudi car Aleksander III. in mu dodelil dosmrtno pokojnino.

## Zgodnje življenje in izobrazba
Čajkovski se je rodil 7. maja 1840 v Votkinsku, majhnem mestu v Vjatski guberniji v Ruskem imperiju, v današnji Udmurtiji blizu bregov reke Kame. Oče, Ilja Petrovič Čajkovski, je služil kot poročnik polkovnik in inženir v Oddelku za rudarstvo in je upravljal železarno v Kamsko-Votkinsku. Njegov ded, Pjotr Fjodorovič Čajkovski, je bil rojen v vasi Nikolajevka v Jekaterinoslavski guberniji v Ruskem imperiju (današnja Luganska oblast v Ukrajini) in je služil sprva kot asistent zdravnika v vojski, pozneje pa kot guverner mesta Glazov v Vjatki. Njegov praded je bil Zaporoški kozak po imenu Fjodor Čajka in je služil v ruski vojski v bitki pri Poltavi leta 1709.
Mati Čajkovskega, Aleksandra Andrejevna (rojana d'Assier) je bila druga od treh žen Ilje; njegova prva žena je umrla nekaj let pred rojstvom Pjotra. Bila je osemnajst let mlajša od svojega moža in je bila francoskega in nemškega porekla po svojem očetu. Tako Ilja kot Aleksandra sta se učila umetnost, vključno z glasbo. Od svojih šestih sorojencev je bil Čajkovski najbližje svoji sestri Aleksandri in bratoma dvojčkoma Anatoliju ter Modestu. Poroka Aleksandre z Levom Davidovim je prinesla sedem otrok in je zagotovila Čajkovskemu edino resnično družinsko življenje, ki ga je poznal kot odrasel, zlasti v svojih letih potovanj. Z enim od teh nečakov, Vladimirjem Davidovim, ki je imel vzdevek »Bob«, se je močno zbližal.
Leta 1844 je družina najela Fanny Dürbach, 22-letno francosko guvernanto. Za štiri in pol-letnega Čajkovskega je sprva veljalo, da je premlad, da bi se učil ob svojem starejšem bratu Nikolaju in nečakinji. Njegovo vztrajanje je Dürbachovo prepričalo o nasprotnem. Pri starosti šestih let je govoril tekoče francosko in nemško. Čajkovski je poleg tega na Dürbachovo postal navezan; njena naklonjenost do Čajovskega naj bi bila protiutež hladnosti in čustveni distanci njegove matere, čeprav drugi poudarjajo, da je bila njegova mati nora na svojega sina. Dürbachova je rešila veliko dela Čajkovskega iz tega obdobja, vključno z njegovimi najzgodnejšimi kompozicijami in je postala vir več anekdot iz otroštva.
Čajkovski je začel z lekcijami klavirja pri petih letih. Po treh letih je postal tako spreten pri branju glasbenih not, kot njegov učitelj. Starši Čajkovskega so sprva najeli inštruktorja in kupili orkestracijo, obliko cevnih orgel, ki lahko oponašajo dodelane orkestralne učinke in so spodbudili njegov študij klavirja s tako estetičnih, kot tudi praktičnih razlogov. Toda leta 1850 so Čajkovskega poslali na Imperialno šolo prava v Sankt Peterburgu. Oba sta diplomirala na institucijah v Sankt Peterburgu in v Šoli prava, ki je večinoma služila nižjemu plemstvu in verjeli so, da bi ta izobrazba lahko Čajkovskega pripravila na kariero javnega uslužbenca. Ne glede na talent so bile takratne glasbene kariere v Rusiji, razen za premožno aristokracijo, možne samo kot učitelj v akademiji ali kot instrumentalist v enem od Imperialnih gledališč. Za oboje je veljalo, da je na najnižji stopnji družbene lestvice in posamezniki na njih nimajo nič več pravic kot kmetje.
Dohodki Čajkovskega očeta so bili vse bolj negotovi, tako da sta oba starša želela, da bi Čajkovski postal čim prej neodvisen. Minimalna starost za sprejem je bila takrat 12 let, Čajkovski pa je bil takrat star le 10 let in zahtevano je bilo, da porabi še dve leti za internatsko šolanje na pripravljalni šoli Imperialne šole prava 1300 km od svoje družine. Ko sta minili ti dve leti, se je Čajkovski vpisal na Imperialno šolo prava in je začel s sedemletnim študijem.
Zgodnja ločitev Čajkovskega od matere, kljub omenjenemu domnevnemu oddaljenemu odnosu, je povzročila čustveno travmo, ki je trajala vse njegovo življenje in jo je okrepila njena smrt zaradi kolere leta 1854 pri njegovih 14 letih. Izguba matere je spodbudila Čajkovskega, da je naredil prvi resni poskus kompozicije, valček v njen spomin. Oče Čajkovskega, ki je tudi zbolel za kolero, se je pozdravil, ga je takoj poslal nazaj v šolo v upanju, da bi delo v razredu zapolnilo glavo fanta. Čajkovski je bil izoliran in je to kompenziral s prijateljstvi s kolegi študenti, ki so postala vseživljenjska; ta vključujejo Alekseja Apuhtina in Vladimirja Gerarda.
Čeprav glasba ni bila uradna prednost v šoli, je premostila prepad med Čajkovskim in njegovimi vrstniki. Redno so obiskovali opero in Čajkovski je improviziral na šolskih orglah na teme, ki so jih on in njegovi prijatelji peli v zborovskih vajah. Gerard se je pozneje spominjal, da so se »zabavali, vendar niso bili navdani z nobenimi pričakovanji njegove bodoče slave« Čajkovski je nadaljeval z učenjem klavirja s Franzem Beckerjem, proizvajalcem glasbil, ki je občasno obiskoval šolo, toda rezultati so bili po muzikologu Davidu Brownu »zanemarljivi«.
Leta 1855 je oče Čajkovskega plačal zasebne lekcije z Rudolphom Kündingerjem in ga je spraševal o glasbeni karieri za svojega sina. Čeprav je fantov talent nanj naredil vtis, je Kündinger dejal, da ne vidi ničesar, kar bi govorilo o bodočem skladatelju ali pianistu. Pozneje je priznal, da je ta njegova ocena temeljila na svojih lastnih negativnih izkušnjah kot glasbenik v Rusiji in nepripravljenosti, da bi Čajkovskega obravnaval enako. Čajkovskemu so dejali, naj konča svoj študij in naj nato poskuša dobiti delovno mesto na Ministrstvu za pravosodje.

## Kariera
10. junija 1859 je 19-leten Čajkovski diplomiral kot titularni svetovalec, na nizki stopnji lestvice javnih uslužbencev. Zaposlil se je na Ministrstvu za pravosodje in po šestih mesecih je postal nižji asistent, še dva meseca pozneje pa je napredoval na položaj višjega asistenta. To je ostal do konca svoj triletne javne službe.
Medtem sta leta 1859 velika kneginja Elena Pavlovna (v Nemčiji rojena teta carja Aleksandra II.) in njen varovanec, pianist in skladatelj Anton Rubeintein, ustanovila Rusko glasbeno društvo (RMS). Prejšnji carji in aristokracija so se trudili skoraj izključno uvoziti evropske talente. Namen RMS je bil izpolniti željo Aleksandra II. po spodbujanju domačih talentov. Gostili so redno sezono javnih koncertov (prej so se odvijali samo v šestih tednih postnega časa, ko so bila Imperialna gledališča zaprta) in so zagotavljali osnovni profesionalni trening v glasbi. Leta 1861 se je Čajkovski udeležil tečajev RMS v glasbeni teoriji, ki jih je učil Nikolaj Zaremba v Mihajlovski palači (zdaj Ruski muzej). Ti tečaji so bili predhodnik Sanktpeterburškega konservatorija, ki se je odprl leta 1862. Čajkovski se je vpisal na Konservatorij v prvem razredu. Z Zarembo je študiral harmonijo in kontrapunkt, s Rubinsteinom pa instrumentacijo in kompozicijo. Za svoje diplomsko delo, kantato na Schillerjevo »Odo radosti«, je bil nagrajen s srebrno medaljo.
Konservatorij je Čajkovskemu koristil na dva načina. Spremenil ga je v glasbenega profesionalca, z orodji, ki so mu pomagala uspevati kot skladatelj. Globoka izpostavljenost evropskim načelom ter glasbenim oblikam so mu dali občutek, da njegova umetnost ni bila izključno ruska ali zahodna. Ta miselnost je postala pomembna v spravi Čajkovskega med ruskimi in evropskimi vplivi v njegovem skladateljskem slogu. Verjel je in poskušal je pokazati, da sta ta dva vidika oba »povezana in medsebojno odvisna«. Njegov trud je postal tako navdih, kot tudi začetna točka za druge ruske skladatelje pri grajenju njihovih lastnih individualnih slogov.
Glasbeni talent Čajkovskega kot celota je naredil vtis na Rubinsteina in ga je v svoji avtobiografiji imenoval za »genialnega skladatelja«. Progresivne tendence nekaterih študentskih del Čajkovskega so mu bile manj všeč. Tudi, ko je sloves Čajkovskega zrastel, ni spremenil svojega mnenja.
On in Zaremba sta nasprotovala Čajkovskemu, ko je ta vložil svojo prvo simfonijo za izvajanje pri Ruskem glasbenem društvu v Sankt Peterburgu. Rubinstein in Zaremba nista hotela priznati dela, razen če bi bile narejene velike spremembe. Čajkovski ju je upošteval, vendar sta še vedno zavračala izvajanje simfonije. Čajkovski je v obupu, ker sta delala z njim, kot da je še vedno študent, umaknil svojo simfonijo. Svojo prvo celovito izvedbo s spremembami, za katere sta prosila Rubinstein in Zaremba, je doživela v Moskvi februarja 1868.
Ko je Čajkovski leta 1865 diplomiral, mu je Rubinsteinov brat Nikolaj ponudil mesto profesorja glasbene teorije na skoraj odprtemu Moskovskem konservatoriju. Čeprav je bila plača za njegovo profesuro le 50 rubljev na mesec, je ponudba izboljšala moralo Čajkovskega in položaj je navdušeno sprejel. Nadalje so ga razveselile novice o prvi javni izvedbi enega od njegovih del, njegovi Značilni plesi, ki jih je dirigiral Johann Strauss II. na koncertu v Pavlovskem parku 11. septembra 1865 (Čajkovski je pozneje vključil to delo s spremenjenim naslovom Plesi senenih devic v svojo opero Vojevoda).
Med letoma 1867 in 1878 je Čajkovski kombiniral svoje poklicne dolžnosti z glasbeno kritiko, medtem pa je še naprej skladal. Ta dejavnost ga je podvrgla širokemu spektru sodobne glasbe in mu zagotovila priložnost, da je potoval v tujino. V svojih ocenah je hvalil Beethovna, imel Brahmsa za precenjenega in, kljub svojemu občudovanju, ostro kritiziral Schumanna za slabo orkestracijo. Cenil je uprizoritev Wagnerjevega Nibelunškega prstana na prvi izvedbi v Bayreuthu (Nemčija), ne pa tudi glasbe, imenovaje Das Rheingold: »neverjetni nesmisel, skozi katerega od časa do časa posvetijo nenavadno lepe in osupljive podrobnosti«. Ponavljajoča se tema, ki jo je omenjal, je bilo slabo stanje ruske opere.

### Odnos s peterico
Leta 1865, ko je bil Čajkovski še na Pravni šoli in je Anton Rubinstein lobiral pri aristokratih, naj oblikujejo Rusko glasbeno društvo, sta se srečala Vladimir Stasov in 18-letni pianist Milij Balakirjev in se dogovorila za nacionalistično agendo za rusko glasbo, ki bi vzela za model opere Mihaila Glinke in vstavila elemente ljudske glasbe ter zavrnila tradicionalne zahodne prakse in uporabo nezahodnih harmoničnih naprav, kot je celi ton in oktatonske lestvice. Konservatorije v zahodnem slogu sta imela za nepotrebne in antipatetične za spodbujanje domačega talenta.
Balakirjev, Cui, Borodin, Rimski-Korsakov in Musorgski so postali znani kot Velika peterka ali dobesedno Velikih nekaj ali Peterka. Rubinstein je kritiziral njihov amaterski trud v glasbeni kompoziciji; Balakirjev in pozneje Musorgski sta napadla Rubinsteina zaradi njegovega glasbenega konservatizma in njegove vere v poklicno glasbeno usposabljanje. Čajkovski in njegovi kolegi študenti s konservatorija so bili ujeti vmes.
Čeprav je imel do večine glasbe Peterke mešane občutke, je Čajkovski ostal v prijateljskih odnosih z večino njenih članov. Leta 1869 sta Čajkovski in Balakirjev sodelovala na prvi prepoznani mojstrovini Čajkovskega, fantaziji-uverturi Romeo in Julija, delo, ki ga je Peterka brez zadržkov sprejela. Skupina je sprejela tudi njegovo drugo simfonijo, pozneje poimenovano Mali Rus. Kljub njihovi podpori se je Čajkovski močno trudil zagotoviti svojo glasbeno neodvisnost od skupine in od konservativne struje v Sanktpeterburškemu konservatoriju.

### Operni skladatelj
Redkost glasbenih uspehov Čajkovskega, pridobljenih z velikanskim trudom, je poslabšala njegovo vseživljenjsko občutljivost na kritiko. Zasebni izbruhi jeze Nikolaja Rubinsteina, ki je kritiziral njegovo glasbo, kot npr. kritike prvega klavirskega koncerta, tudi niso pripomogli. Vendar je njegova priljubljenost rastla in več prvorazrednih umetnikov je bilo pripravljenih izvajati njegove kompozicije. Hans von Bülow je prvi izvedel prvi klavirski koncert in je zagovarjal tudi druga dela Čajkovskega, tako kot pianist, kot tudi kot dirigent. Drugi umetniki so bili med drugim Adele aus der Ohe, Max Erdmannsdörfer, Eduard Nápravník in Sergej Tanejev.
Še en dejavnik, ki je pripomogel k priljubljenosti glasbe Čajkovskega, je bil premik v odnosu ruske javnosti. Če je bila ta prej zadovoljna s kričečimi virtuoznimi izvedbami tehnično zahtevnih, vendar glasbeno lahkih del, je postopoma pričela ceniti samo kompozicijo. Dela Čajkovskega so izvajali pogosto z nekaj zamude med njihovo kompozicijo in prvo izvedbo; objava njegovih pesmi iz leta 1867 in odlična klavirska glasba za domači trg je prav tako pomagala okrepiti priljubljenost skladatelja.
Na koncu 60. let 19. stoletja je Čajkovski začel skladati opere. Njegova prva, Vojevoda, temelji na igri Aleksandra Ostrovskega, ki je bila premierno uprizorjena leta 1869. Skladatelj je z njo postal nezadovoljen, vendar je ponovno uporabil njene dele v poznejših delih in je uničil rokopis. Leta 1870 je sledila Undina. Uprizorjeni so bili samo izvlečki in prav tako je bila uničena. Med temi projekti je Čajkovski začel skladati opero Mandragora na libreto Sergeja Račinskega; edina glasba, ki jo je končal, je bil kratek refren o rožah in žuželkah.
Prva opera Čajkovskega, ki je preživela nedotaknjena, je Opričnik, premierno uprizorjen leta 1874. Med kompozicijo le-tega je izgubil delno dokončani libreto Ostrovskega. Čajkovski je bil preveč osramočen, da bi prosil za še en izvod in se je odločil napisati libreto sam, pri čemer je s svojo dramsko tehniko izhajal iz tiste od Eugèna Scribeja. Cui je napisal »značilno krut tiskovni napad« na opero. Musorgskemu, ki je pisal Vladimirju Stasovu, opera ni bila všeč in jo je imel za potuho javnosti. Ne glede na to se Upričnik v Rusiji še naprej občasno uprizarja.
Zadnja od zgodnjih oper, Vakula kovač (Op. 14), je bila komponirana v drugi polovici leta 1874. Libreto, ki je temeljil na Gogoljevem Božičnem večeru, je glasbeno postavil Aleksander Serov. Po smrti Serova je bil libreto uvrščen na tekmovanje z zagotovilom, da bo zmagovalno delo premierno uprizorjeno v imperialnem Mariinskem gledališču. Čajkovski je zmagal, vendar je opera na premieri leta 1876 doživela mlačen sprejem. Po smrti Čajkovskega je Rimski-Korsakov napisal opero Božični večer, ki je temeljila na isti zgodbi.
Druga dela iz tega obdobja vključujejo Variacije na rokokojsko temo za čelo in orkester, Tretjo in Četrto simfonijo, balet Labodje jezero in opero Jevgenij Onjegin.
Po razpadu zakona je Čajkovski ostal v tujini eno leto. V tem času je zaključil Jevgenija Onjegina, orkestriral svojo Četrto simfonijo in komponiral Violinski koncert. Jeseni 1879 se je na kratko vrnil na Moskovski konservatorij. V naslednjih nekaj letih, ko si je zagotovil redne dohodke od von Meckove, je nenehno potoval širom Evrope in podeželske Rusije, večinoma sam in se je izogibal socialnim stikom, ko se je lahko.
V tem času je ugled Čajkovskega v tujini rastel in pozitivna ponovna ocena se je zgodila tudi v Rusiji, po zaslugi klica ruskega romanopisca Fjodorja Dostojevskega k univerzalni enotnosti z zahodom na odkritju Puškinovega spomenika v Moskvi leta 1880. Pred govorom Dostojevskega je za glasbo Čajkovskega veljalo, da je »preveč odvisna od zahoda«. Ko se je sporočilo Dostojevskega razširilo po Rusiji, je stigma proti glasbi Čajkovskega izginila. Doživel je pohvale brez primere in pojavil se je celo kult, ki so mu sledili mladi izobraženci v Sankt Peterburgu, vključno z Aleksandrom Benoisom, Léonom Bakstom in Sergejem Diaghilevom.
Dve glasbeni deli iz tega obdobja izstopata. Ko se je gradnja katedrale Kristusa Odrešenika leta 1880 v Moskvi bližala zaključku, Aleksander II. pa je leta 1881 praznoval 25-letnico kronanja in v načrtih je bila Moskovska umetnostno-industrijska razstava 1882, je Nikolaj Rubinstein predlagal, da Čajkovski komponira veliko spominsko skladbo. Čajkovski se je strinjal in je delo dokončal v šestih tednih. Pisal je Nadeždi von Meck, da bo to delo, Uvertura 1812, »zelo glasno in hrupno, vendar ga je napisal brez toplega občutka ljubezni in tako verjeno tam ne bo nobenih umetnostnih zaslug«. Dirigenta Eduarda Nápravníka je tudi opozoril, da »ne bo presenečen in užaljen, če boš spoznal, da je to delo slogovno neprimerno za simfonične koncerte«. Ne glede na to, je uvertura postala za veliko ljudi »skladba Čajkovskega, ki so jo najbolje poznali«, zlasti je bila dobro poznana zaradi uporabe kanona v partituri.
23. marca 1881 je Nikolaj Rubinstein umrl v Parizu. Tistega decembra je Čajkovski začel delo na svojem klavirskem triju v A molu, ki ga je »posvetil spominu na velikega umetnika«. Prvič je bil uprizorjen na Moskovskemu konservatoriju zasebno ob prvi obletnici smrti Rubinsteina. Skladba je v času skladateljevega življenja postala izjemno priljubljena; novembra 1893 je postala žalostinka za samega Čajkovskega na spominskih koncertih v Moskvi in Sankt Peterburgu.

### Vrnitev v Rusijo
Leta 1884 se je Čajkovski začel bolj vključevati v tedanjo rusko družbo. Tega marca mu je car Aleksander III. podelil red svetega Vladimirja (četrtega razreda), ki je vključeval dedni plemiški naziv in osebni uradni sprejem pri carju. To je bilo sprejeto kot znak uradne odobritve, ki je izboljšal družbeni položaj Čajkovskega, vtis, ki se je skladatelju verjetno še utrdil z uspehom njegove Tretje orkestralne suite na njeni premieri januarja 1885 v Sankt Peterburgu.
Leta 1885 je Aleksander III. prosil za novo izvedbo opere Jevgenij Onjegin v Bolšojem kamenem gledališču v Sankt Peterburgu. S tem, ko je bila opera uprizorjena tam in ne v Mariinskem gledališču, je sporočil, da glasba Čajkovskega zamenjuje italijansko opero kot uradno imperialno umetnost. Poleg tega je bila na pobudo Ivana Vsevoložskega, direktorja Imperialnih gledališč in mecena skladatelja, Čajkovskemu podeljena vseživljenjska letna pokojnina od carja v višini 3000 rubljev. Tako je, če ne formalno, pa v praksi, postal vodilni dvorni skladatelj.
Kljub preziru Čajkovskega nad javnim življenjem se je zdaj le-tega udeleževal zaradi svoje vse večje slave in zaradi občutka dolžnosti promovirati rusko glasbo. Pomagal je podpirati svojega nekdanjega učenca Sergeja Tanejeva, ki je bil takrat direktor Moskovskega konservatorija, tako, da se je udeležil študentskih izpitov in včasih posredoval v občutljivih odnosih med različnimi člani osebja. Služil je kot direktor moskovske podružnice Ruskega glasbenega društva v sezoni 1889–1890. Na tem mestu je povabil veliko mednarodnih zvezd k dirigiranju, vključno z Johannesom Brahmsom,  Antonínom Dvořákom in Julesom Massenetom.
V tem času je Čajkovski začel promovirati rusko glasbo kot dirigent. Januarja 1887 je služil kot zamenjava v Bolšoj teatru v Moskvi za izvedbo svoje opere Čerevički. V roku enega leta je bilo po njem veliko povpraševanja tako v Rusiji, kot tudi v Evropi. Ti nastopi so mu pomagali premagati vseživljenjski strah pred javnim nastopanjem in okrepili njegovo samozavest. Leta 1888 je Čajkovski vodil premiero svoje pete simfonije v Sankt Peterburgu, teden pozneje je to ponovil in še prvič izvedel svojo pesem Hamlet. Čeprav so bili kritiki sovražni in je César Cui imenoval simfonijo »rutinsko« in »lažno privlačno«, so obe deli občinstva sprejela z izjemnim entuziazmom in Čajkovski je neodvrnjen še naprej dirigiral simfonijo v Rusiji in Evropi. Dirigiranje ga je leta 1891 pripeljalo v ZDA, kjer je vodil newyorški simfonični orkester na otvoritvenem koncertu dvorane Carnegie.

### Krog Beljajeva in rastoči sloves
Novembra 1887 je Čajkovski prispel v Sankt Peterburg pravočasno, da je slišal več ruskih simfoničnih koncertov, posvečenih izključno glasbi ruskih skladateljev. Eden je vključeval prvo celovito izvedbo njegove spremenjene prve simfonije; druga je vsebovala končno različico tretje simfonije Nikolaja Rimskega-Korsakova, s katerega krogom je bil Čajkovski že v stiku.
Rimski-Korsakov je z Aleksandrom Glazunovom, Anatolijem Ljadovim in več drugimi nacionalistično orientiranimi skladatelji in glasbeniki oblikoval skupino, znano kot Krog Beljajeva, poimenovano po trgovcu in amaterskemu glasbeniku, ki je postal vplivni glasbeni mecen in založnik. Čajkovski je preživel veliko časa v tem krogu in je postal veliko bolj sproščen kot je bil s Peterko in vse bolj je postajal samozavesten v predstavljanju svoje glasbe ob njihovi. Ta odnos je trajal do smrti Čajkovskega.
Leta 1892 je bil Čajkovski izvoljen za člana Akademije likovne umetnosti v Franciji in bil šele drugi Rus s to častjo (prvi je bil kipar Mark Antokolski). Naslednje leto je Univerza v Cambridgeu v Angliji Čajkovskemu podelila častni akademski naziv doktor glasbe.

## Osebno življenje
Diskusije o osebnem življenju Čajkovskega, zlasti o njegovi spolnosti, so morda najbolj obsežne od vseh skladateljev v 19. stoletju in vsekakor najbolj od vseh ruskih skladateljev njegovega časa. Občasno je to povzročilo veliko zmede, od sovjetskih poskusov izbrisati vse omembe homoseksualnosti in ga prikazati kot heteroseksualca, do poskusov analize zahodnih biografov.
Biografi se načeloma strinjajo, da je bil Čajkovski homoseksualec. Iskal je družbo drugih mož v svojem krogu, »se z njimi odprto družil in z njimi vzpostavljal profesionalne povezave«. Njegova prva ljubezen naj bi bil mlajši kolega študent na Imperialni pravni šoli Sergej Kirejev. Po Modestu Čajkovskemu je bila to »najmočnejša, najdaljša in najčistejša ljubezen« Pjotra Iljiča. Posvetilo šeste simfonije Čajkovskega svojemu takrat 21-letnem nečaku Vladimirju Davidovu in njegova čustva, izražena v pismih ostalim, veljajo za dokaz romantične ljubezni med njima. Stopnja, do katere je skladatelj izražal svoje spolne želje, je sicer še vedno stvar razprave. Še vedno ni znano, če se je Čajkovski po muzikologu in biografu Davidu Brownu »v sebi počutil pokvarjeno, umazano z nečim, čemur ne bi mogel nikoli zbežati« ali pa, po Aleksandru Poznanskemu, ni občutil »nobene neznosne krivde« zaradi svojih spolnih želja in je »na koncu svoje spolne nenavadnosti videl kot nepremostljive in celo kot naravni del svoje osebnosti brez izkušenj kakršnekoli resne psihološke škode«.
Objavljeni so bili relevantni deli avtobiografije njegovega brata Modesta, kjer govori o skladateljevih čustvih do istega spola, pa tudi pisma, v katerih odkrito govori o tem, ki so jih pred tem skrivali sovjetski cenzorji. Ta cenzura vztraja tudi v času ruske vlade in posledično je več uradnikov, vključno z nekdanjim ministrom za kulturo Vladimirjem Medinskim, popolnoma zanikalo njegovo homoseksualnost. Odlomki v pismih Čajkovskega, ki razkrivajo njegove homoseksualne želje, so bili v Rusiji cenzurirani. V enem od takšnih odlomkov je dejal o homoseksualnemu znancu: »Petašenka se je oglasil s kriminalno namero, da opazuje kadetski korpus, ki je takoj nasproti naših oken, vendar sem se ga uspešno trudil odvrniti od teh kočljivih obiskov«. V drugem je pisal: »Po najinem sprehodu sem mu ponudil nekaj denarja, ki ga je zavrnil. On to dela iz ljubezni do umetnosti in obožuje moške z bradami.«
Čajkovski je večino svojega življenja živel sam. Leta 1868 je spoznal belgijsko sopranistko Désirée Artôt, ki ji je predlagal poroko, vendar se je razmerje zaradi različnih razlogov končalo. Čajkovski je pozneje trdil, da je bila ona edina ženska, ki jo je kadarkoli ljubil. Leta 1877 se je pri starosti 37 let poročil z nekdanjo študentko Antonino Miliukovo. Njun zakon je bil katastrofa. Bila sta si različna tako psihološko kot v spolnosti in sta živela skupaj samo dva meseca in pol preden jo je Čajkovski zapustil čustveno razdražen in trpeč zaradi akutne umetniške blokade. Družina ga je vse življenje podpirala, tudi med to krizo. Propad zakona je Čajkovskega morda prisilil v to, da se je soočil s svojo spolnostjo; za neuspeh njunega zakona ni nikoli krivil Antonine.
Čajkovskemu je pomagala tudi Nadežda von Meck, vdova železniškega magnata, ki je stopila v stik z njim malo pred poroko. Kot pomemben prijatelj in čustvena podpora je postala mecenka za naslednjih 13 let, kar mu je omogočilo, da se je osredotočil izključno na komponiranje. Čeprav jo je Čajkovski imenoval za svojo »najboljšo prijateljico«, sta se dogovorila, da se ne bosta nikoli pod nobenimi pogoji srečala.

## Smrt
16./28. oktobra 1893 je Čajkovski dirigiral premiero svoje šeste simfonije v Sankt Peterburgu. Devet dni pozneje, 6. novembra, je Čajkovski tam umrl v starosti 53 let. Pokopan je na Tihvinskem pokopališču v samostanu Aleksandra Nevskega blizu grobov kolegov skladateljev Aleksandra Borodina, Mihaila Glinke in Modesta Mussorgskega; pozneje sta bila tam pokopana tudi Nikolaj Rimski-Korsakov in Milij Balakirjev.
Smrt Čajkovskega pripisujejo koleri, ki jo je povzročilo pitje neprevrete vode v lokalni restavraciji. V 80. letih 20. stoletja se je v akademskih krogih pojavila špekulacija, da je storil samomor, bodisi s strupom, bodisi se je namenoma okužil s kolero. V referenčnem delu New Grove Dictionary of Music piše Roland John Wiley, da je »polemika v zvezi s smrtjo Čajkovskega zašla v slepo ulico. Glede bolezni pomanjkanje dokazov ponuja malo upanja, da bo to kadarkoli razrešeno: stanje diagnoze, zmeda prič, neupoštevanje dolgoročnih učinkov kajenja in pitja alkohola. Ne vemo, kako je Čajkovski umrl. Morda ne bomo nikoli izvedeli.«

## Glasba

### Predhodniki in vplivi
Izmed zahodnih predhodnikov Čajkovskega po Brownu in muzikologu Rolandu Johnu Wileyyu izstopa Robert Schumann kot vpliv v formalni strukturi, harmoničnih praksah in klavirskemu pisanju. Boris Asafjev komentira, da je Schumann pustil pečat na Čajkovskem ne samo kot formalni vpliv, temveč tudi kot zgled glasbene dramaturgije in izražanja sebe. Leon Botstein trdi, da sta na orkestralni način Čajkovskega vplivala tudi Franz Liszt in Richard Wagner. Poznoromantični trend pisanja orkestralnih suit so začeli Franz Lachner, Jules Massenet in Joachim Raff po ponovnem odkritju Bachovih del v tem žanru in bi lahko vplivali na Čajkovskega, da bi se v tem poskusil tudi sam.
Demon, opera učitelja Čajkovskega, Antona Rubinsteina, je postala model za končno sliko Jevgenija Onjegina. Enako sta bila baleta Coppélia in Silvija za Trnjulčico in opero Georgesa Bizota Karmen (delo, ki ga je Čajkovski izjemno cenil) za Špadno damo. Najbolj je sicer cenil glasbo skladateljev preteklosti: Beethovna, Mozarta, čigar glasbo je ljubil; Glinko, čigar opera Življenje za carja je nanj kot na otroka naredila neizbrisen vtis in čigar partiture je skrbno preučeval; in Adolpha Adama, čigar balet Giselle je bil njegov najljubši še iz časa študentskih dni in čigar partituro je poiskal med delom na Trnjulčici. Beethovnovi godalni kvarteti so morda vplivali na poskuse Čajkovskega v tej glasbeni obliki. Drugi skladatelji, katerih delo je zanimalo Čajkovskega, so bili med drugim Hector Berlioz, Felix Mendelssohn, Giacomo Meyerbeer, Gioachino Rossini, Giuseppe Verdi, Vincenzo Bellini, Carl Maria von Weber in Henry Litolff.

### Ustvarjalni obseg
Čajkovski je izkazoval širok stilistični in čustveni obseg, od lahkih salonskih del do velikih simfonij. Nekatera od njegovih del, kot so Variacije na temo rokokoja uporabljajo »klasično« obliko, ki spominja na skladatelje iz 18. stoletja, kot je Mozart (njegov najljubši skladatelj). Druge kompozicije, kot sta Maloruska simfonija in njegova opera Vakula kovač, se spogledujejo z glasbenimi praksami, sorodnimi 'Peterki', zlasti v njihovi uporabi ljudskih pesmi. Druga dela, kot so zadnje tri simfonije Čajkovskega, uporabljajo osebni glasbeni idiom, ki lajša intenzivne čustvene izraze.

### Kompozicijski slog

#### Melodija
Ameriški glasbeni kritik in novinar Harold C. Schonberg je pisal o »sladkem, neizčrpnem, zelo čutnem viru melodij«, značilnost, ki je zagotovila trajen uspeh njegove glasbe pri občinstvu. Celotni obseg melodičnih slogov Čajkovskega je bil tako širok kot njegove kompozicije. Včasih je uporabljal melodije v zahodnem slogu, vlasih pa originalne melodije napisane v slogu ruskih ljudskih pesmi. Včasih je uporabljal dejanske ljudske pesmi. Po The New Grovu bi melodično darilo Čajkovskega lahko postalo njegov najhujši sovražnik na dva načina.
Prvi izziv je izhajal iz njegovega narodnostnega porekla. Za razliko od zahodnih tem so bile melodije, ki so jih pisali ruski skladatelji, bolj samozadostne: delovale so z miselnostjo statičnosti in ponavljanja in ne napredka ter potekajočega razvoja. Na tehnični ravni je bilo uravnavanje po novem ključu, da bi vpeljali kontrastno drugo temo zelo težko, saj je bilo to tuj literarni koncept, ki ni obstajal v ruski glasbi.
Drugi način, na katerega je melodija delovala proti Čajkovskemu je bil izziv, ki si ga je delil z večino skladateljev romantičnega obdobja. Niso pisali v pravilnih, simetričnih melodičnih oblikah, ki so dobro delovala z obliko sonat, kot so bile tiste od klasičnih skladateljev, kot so Haydn, Mozart ali Beethoven; namesto tega so bile teme, ki so jih uporabljali romantiki, bolj celovite in samozadostne. Ta celovitost je ovirala njihovo uporabo kot strukturni elementi v kombinaciji ena z drugo. Ta izziv je bil razlog za to, da romantiki »nikoli niso bili naravni simfoniki«. Vse, kar je skladatelj, kot je Čajkovski, lahko z njimi naredil, je bilo, da jih je v osnovi ponavljal – tudi ko jih je spremenil, da je ustvaril napetost, ohranjal zanimanje in zadovoljil poslušalce.

#### Harmonija
Harmonija je bila po Brownu potencialna past za Čajkovskega, saj se je ruska kreativnost nagibala k osredotočanju na inercijo in samozaprte slike, medtem ko je zahodna harmonija delovala proti temu, da bi pognala glasbo naprej in jo na višji ravni oblikovala. Modulacija in premikanje od enega ključa k drugemu je bilo gonilno načelo tako v harmoniji kot v sonatni formi, primarni zahodni glasbeni strukturi velikega obsega od sredine 18. stoletja. Modulacija je ohranjala harmonični interes skozi daljša časovna obdobja in zagotavljala čisti kontrast med glasbenimi temami ter pokazala, kako so teme povezane med seboj.
Ena stvar v prid Čajkovskega je bila »nadarjenost za harmonijo«, ki je »osupnila« Rudolpha Kündingerja, glasbenega tutorja Čajkovskega v njegovem obdobju na pravni šoli. Dodajajoč to, kar se je naučil med študijem na Sanktpeterburškemu konservatoriju, je ta talent Čajkovskemu omogočil v njegovi glasbi uporabljati širok obseg harmonij, od zahodnih harmoničnih in teksturalnih praks njegovih prvih dveh godalnih kvartetov do uporabe celotonske lestvice v centru finala Druge simfonije, praksa, ki je bila bolj značilna za Peterko.

#### Ritem
Ritmično je Čajkovski včasih eksperimentiral z neobičajnimi metrumi. Pogosto je uporabil čvrst, pravilni metrum, praksa, ki mu je dobro služila v plesni glasbi. Včasih so njegovi ritmi postali dovolj izraziti, da so postali glavni izrazni agent glasbe. Postali so tudi način, ki ga najdemo v ruski ljudski glasbi, za simuliranje gibanja ali progresije v velikih simfoničnih stavkih - »sintetični pogon«, kot se je izrazil Brown, kar zamenja zagon, ki bi ga ustvarila striktna sonatna forma z interakcijo melodičnih in motivičnih elementov. Ta interakcija se na splošno v ruski glasbi ne dogaja.

#### Struktura
Čajkovski je imel težave s sonatno obliko. Njeno načelo organske rasti skozi vzajemno delovanje glasbenih tem je bilo tuje ruski praksi. Tradicionalna razlaga, da se je Čajkovski zdel nezmožen razviti teme na ta način, ne upošteva tega dejstva; prav tako ne upošteva možnosti, da je Čajkovski mogoče nameraval, da bi razvojni prehodi v svojih velikih delih delovali kot »vsiljeni premori«, da bi ustvarili napetost, ne pa organsko rastli kot gladko napredujoče glasbene razlage.
Po Brownu in muzikologih Hansu Kellerju in Danielu Žitomirskemu je Čajkovski našel rešitev za veliko strukturo med komponiranjem Četrte simfonije. V bistvu se je izognil tematskim interakcijam in je ohranil sonatno obliko po besedah Žitomirskega samo kot »povzetek«. V okviru tega povzetka se je fokus osredotočil na periodično alternacijo in jukstapozicijo. Čajkovski je postavljal bloke različnih tonalnih in tematičnih materialov drug poleg drugega s, po besedah Kellerja, »novimi in nasilnimi kontrasti« med glasbenimi temami, ključi in harmonijami. Ta proces po Brownu in Kellerju zgradi zagon in doda intenzivno dramo. Medtem ko rezultat Warrack zaračuna, je še vedno »genialno epizodično ravnanje dveh tonov in ne simfonični razvoj le-teh« v germanskem smislu, Brown nasprotuje, da je pripeljalo poslušalca periode »skozi napredovanje pogosto visoko zaračunanih sekcij, ki so se seštela v radikalno novo vrsto simfonične izkušnje« (poševni tisk Brown), takšna, ki ne deluje na osnovi seštevanja, kot so avstrijsko-nemške simfonije, temveč na osnovi akumulacije.
Glasba Čajkovskega je postala intenzivno ekspresivna, kar je delno posledica melodičnih in strukturnih zapletenosti, vključenih v to akumulacijo in delno zaradi skladateljeve narave. Ta intenzivnost je bila v ruski glasbi popolnoma nova in je spodbudila nekatere Ruse, da so ime Čajkovskega postavili poleg Dostojevskega. Nemški muzikolog Hermann Kretzschmar Čajkovskemu v njegovih poznejših simfonijah pripisuje »polne slike življenja, razvitega prosto, včasih celo dramatično, okrog psiholoških kontrastov...ta glasba nosi oznako resnično živečih in čutnih izkušenj«. Leon Botstein je ta komentar pojasnil podrobneje in predlagal, da poslušanje glasbe Čajkovskega »postane psihološko ogledalo, povezano s vsakdanjimi izkušnjami in odseva dinamično naravo poslušalčevega lastnega čustvenega bitja.« Ta aktivni dogovor z glasbo je »za poslušalca odprl razgled čustvene in psihološke napetosti in skrajno točko čustva, ki je imelo relevantnost zaradi navidezne in spominjajoče lastne 'resnično doživete in čutne izkušnje' ali iskanja intenzivnosti človeka in globoko osebnega smisla«.

#### Repeticija
Kot omenjeno zgoraj je bila repeticija naravni del glasbe Čajkovskega, tako kot je integralni del ruske glasbe. Njegova uporaba sekvenc v melodijah (ponavljajoč ton višje ali nižje z istim glasom) bi se lahko nadaljevala z ekstremno dolžino. Težava z repeticijami je v tem, da skozi čas melodija, ki jo ponavljamo, postane statična, tudi če ji je dodana površinska raven ritmične dejavnosti. Čajkovski je ohranjal glasbeni pogovor tekoč z obravnavanjem melodije, tonaličnosti, ritma in barve zvoka kot ene integralne enote in ne ločenih elementov.
Z delanjem majhnih, vendar opaznih sprememb v ritmu ali izražanju tona, moduliranja v drugi ključ, spreminjanjema melodije same ali variiranjem instrumentov, ki jo igrajo, je Čajkovski lahko ohranjal poslušalčevo zanimanje. Z razširjanjem števila ponovitev je lahko povečal glasbeno in dramatično napetost pasusa, gradeč »v čustveno izkušnjo skoraj neznosne intenzivnosti«, kot se izraža Brown, kontrolirajoč kdaj se zgodita vrh in sprostitev napetosti. Muzikolog Martin Cooper imenuje to prakso subtilna oblika poenotenja skladbe in doda, da jo je Čajkovski pripeljal na vrh prečiščenja. (Za več o tem glej naslednje poglavje)

#### Orkestracija
Kot drugi pozni romantični skladatelji se je Čajkovski za glasbene učinke močno zanašal na orkestracijo. Toda za Čajkovskega je postalo značilno »čutno izobilje« in »bujno mojstrstvo« njegove orkestracije. Kakor Glinka, se je tudi Čajkovski nagibal proti svetlim primarnim barvam in ostro začrtanim kontrastom teksture. Toda začenši s Tretjo simfonijo je Čajkovski improviziral z vse večjim obsegom zvenov. Partituro Čajkovskega so vrstniki opazili in spoštovali. Rimski-Korsakov je svoje študente na Sanktpeterburškem konservatoriju pogosto opozarjal nanjo in jo je imenoval »brez vsega prizadevanja za učinek da da zdravi, lep zven«. Muzikolog Richard Taruskin je izpostavil, da je ta zven v bistvu germanski. Ekspertna uporaba Čajkovskega dveh ali več instrumentov, ki sočasno igrajo melodijo (praksa poimenovana podvajanje) in njegov posluh za nerazložljive kombinacije instrumentov so vodili v »posplošen orkestralni zven, v katerem bi individualni zveni instrumentov, ki so celovito pomešani, izginili.«

#### Pastiš
V delih, kot sta »Serenada za strune« in Variacije na temo rokokoja, je Čajkovski pokazal, da je močno talentiran za pisanje v slogu evropskega pastiša iz 18. stoletja. Čajkovski je diplomiral iz oponašanja evokacije polne velikosti v baletu Trnjulčica in operi Špadna dama. Ta praksa, ki jo Alexandre Benois imenuje »passé-izem«, daje zrak brezčasnosti in aktualnost, zaradi česa preteklost izgleda, kot bi bila sedanjost. Na praktični ravni so Čajkovski pritegnili pretekli slogi, saj je čutil, da bi lahko našel rešitev za določene strukturne težave v okviru njih. Njegovi rokokojski pastiši bi lahko tudi ponujali pobeg v glasbeni svet, ki je čistejši od njegovega lastnega, ki ga je neustavljivo pritegnil. (V tem smislu je Čajkovski deloval na nasproten način od Igorja Stravinskega, ki se je obrnil proti neoklasicizmu delno kot oblika kompozicijskega samo-odkritja) Privlačnost Čajkovskega do baleta bi lahko omogočila podobni pobeg v pravljični svet, kjer bi lahko svobodno pisal plesno glasbo v tradiciji francoske elegance.

### Estetični učinek
Maes trdi, da je bila, ne glede na to, kaj je pisal, glavna skrb Čajkovskega to, kako bo njegova glasba vplivala na njegove poslušalce na estetični ravni ob specifičnih trenutkih v delu in na kumulativni ravni, ko bo glasba zaključena. To, kar so njegovi poslušalci občutili na čustveni in nagonski ravni je postalo cilj samo zase. Osredotočanje Čajkovskega na zadovoljevanje njegove publike bi lahko veljalo za bližje temu od Mendelssohna ali Mozarta. Glede na to, da je živel in delal tam, kjer je bila še zadnja fevdalna država 19. stoletja, njegova izjava niti ni tako presenetljiva.
Toda celo pri pisanju tako imenovane programske glasbe, npr. njegova fantazijska uvertura Romeo in Julija, jo je postavil v sonatno obliko. Njegova uporaba stiliziranih melodij iz 18. stoletja in patriotskih tem je bila usmerjena proti vrednotam ruske aristokracije. Pri tem mu je pomagal Ivan Vsevoložski, ki je pri Čajkovskemu naročil Trnjulčico, pri Modestu pa libreto za Špadno damo z njuno uporabo strogo določenih uglasbitev 18. stoletja. Čajkovski je pogosto uporabljal tudi polonezo, ples, ki je bil za dinastijo Romanovih glasbena koda in simbol ruskega patriotizma. Uporabil ga je v finalu dela, da bi zagotovil njegov uspeh pri ruskih poslušalcih.

## Sprejem

### Posvetitve in sodelavci
Odnos Čajkovskega do sodelavcev je bil mešan. Kakor Nikolaja Rubinsteina in njegov Prvi koncert, je virtuoz in pedagog Leopold Auer sprva zavrnil Violinski koncert, vendar si je nato premislil; igral ga je z velikim uspehom v javnosti in ga učil svoje študente, ki so vključevali Jascho Heifetza in Nathana Milsteina. Wilhelm Fitzenhagen je po glasbenem kritiku Michaelu Steinbergu »močno posredoval v oblikovanju tega, kar je imel za 'svoje' delo«, Variacije na temo rokokoja. Čajkovskega je dovoljenje Fitzenhagena razjezilo, vendar ni storil ničesar. Variacije na temo rokokoja so izdali s spremembami za čelista.
Njegovo sodelovanje pri treh baletih je šlo boljše in v Mariusu Petipi, s katerim je delal na zadnjih dveh, je morda našel advokata. Ko so Trnjulčico njeni plesalci ocenili za nepotrebno zapleteno, jih je Petipa prepričal, da so se bolj potrudili. Čajkovski je sprejel kompromis in je svojo glasbo naredil tako praktično, kot je bilo to za plesalce mogoče in je dodelil več svobode kot so običajno dodeljevali baletni skladatelji v tistem času. Odgovoril je s partituro, ki je minimalizirala ritmične prefinjenosti, ki so bile sicer prisotne v njegovem delu, vendar so bile domiselne in bogate v melodiji, z bolj prečiščeno in domišljijsko orkestracijo kot  običajnih baletnih partiturah.

### Kritike
Kritični sprejem glasbe Čajkovskega je bil različen, vendar se je tudi izboljšal skozi čas. Tudi po letu 1880 so nekateri v Rusiji sumili, da ni dovolj nacionalistična in da jo zahodnoevropski kritiki hvalijo ravno iz tega razloga. V tem bi lahko bilo po muzikologu in dirigentu Leonu Botsteinu zrno resnice, saj so nemški kritiki pisali o »nedoločljivosti umetniškega karakterja Čajkovskega...ki je bil neruski«. Od tujih kritikov, ki so kritizirali njegovo glasbo je Eduard Hanslick kritiziral Violinski koncert kot glasbeno kompozicijo, »katere smrad lahko človek sliši«, William Forster pa je pisal o Peti simfoniji, da »besna peroracija zveni kot horda demonov, ki se trudi v toku konjaka, glasba postaja vse bolj pijana. Kaos, delirično tresenje, blodnje in predvsem peklenski hrup!«
Razkol med ruskimi in zahodnimi kritiki je ostal skozi večino 20. stoletja, toda iz drugega razloga. Po Brownu in Wileyju je bil prevladujoč pogled zahodnih kritikov, da iste prednosti v glasbi Čajkovskega, ki pritegnejo občinstvo – močna čustva, neposrednost in prepričljivost ter barvita orkestracija – prispevajo k kompozicijski plitkosti. Uporaba glasbe v priljubljeni in filmski glasbi je po Brownu še bolj znižala njen ugled v njihovih očeh. Poleg tega, kot je bilo že rečeno, je glasba Čajkovskega zahtevala aktivno vključenost poslušalca in je, kot se je izrazil Botstein, »govorila s poslušalčevim domišljijskim notranjim življenjem, ne glede na narodnost.« Kot dodaja, bi se konservativni kritiki lahko počutili ogrožene s strani »nasilja in histerije«, ki so jo zaznali in čutili, da takšni čustveni prikazi »napadajo meje konvencionalnega estetičnega razumevanja – kulturno sprejemanje umetnosti kot dejanje formalistične presoje – in da vljudna vključenost umetnosti kot dejanje zabavanja«.
Dejstvo je tudi, da skladatelj ni striktno sledil sonatni obliki in se je namesto tega zanašal na postavljanje blokov tonalitet in tematskih skupin. Maes trdi, da je to slabost in ne znak originalnosti. Celo s tem, kar je Schonberg poimenoval »profesionalno prevrednotenje« dela Čajkovskega, ni praksa iskanja napak v Čajkovskem zaradi nesledenja korakom dunajskih mojstrov popolnoma izginila, medtem ko je njegov namen pisanja glasbe, ki bi zadovoljila njegovo publiko včasih kritiziran. Kritik časopisa New York Times Allan Kozinn je v članku iz leta 1992 napisal, da nam je »fleksibilnost Čajkovskega dala smisel za njegovo variabilnost...Čajkovski je bil sposoben spremeniti glasbo, ne glede na to, kako je zabavajoča in priljubljena, tako, da zveni nadnaravno, manipulativno in trivialno ko se obravnava v kontekstu celotne literature. Takšen je tudi Prvi koncert za klavir. Povzroča prijetni zvok, plava v lepih tonih in njena dramatična retorika omogoča ali celo zahteva, da solist naredi velik in švigajoč vtis. Toda je popolnoma votel.«
V 21. stoletju pa so kritiki na melodičnost, originalnost in mojstrstvo Čajkovskega reagirali bolj pozitivno. »Čajkovskega ponovno vidijo kot skladatelja prvega razreda, ki piše globinsko glasbo, inovacije in vpliv«, po kulturnem zgodovinarju in avtorju Josephu Horowitzu. V tem ponovnem ovrednotenju je pomemben premik proč od prezira in odprte čustvenosti, ki je zaznamovala polovico 20. stoletja. Horowitz pravi, da smo »pridobili drugačen pogled na romantični eksces. Čajkovski je danes bolj občudovan kot grajan zaradi njegove čustvene iskrenosti; če njegova glasba deluje vznemirjeno in negotovo, smo taki vsi.«

### Javnost
Horowitz je trdil, da je, čeprav je mnenje kritikov o glasbi Čajkovskega fluktuiralo, ni za javnost »nikoli prekoračilo meje dobrega okusa in njegova najbolj priljubljena dela so povzročila ikonične zvočne prispevke, kot je ljubezenska tema iz Romea in Julije«. Skupaj s temi melodijami Botstein dodaja, da je »Čajkovski ugajal publikam izven Rusije z neposrednostjo in direktnostjo, ki so bile osupljive celo za glasbo, obliko umetnosti, ki jo pogosto povezujemo s čustvi«. Melodije Čajkovskega, izražene z zgovornostjo in ujemajoč se z njegovo domiselno uporabo harmonije in orkestracije, so vedno zagotovile všečnost publiki. Njegova priljubljenost velja za gotovo in sledijo mu v veliko državah, vključno z ZDA in Veliko Britanijo, pred njim je le Beethoven. Njegova glasba se pogosto uporablja v popularni glasbi in filmih.

## Zapuščina
Po Wileyju je bil Čajkovski pionir na več načinov. Wiley piše, da je »predvsem po zaslugi Nadežde von Meck Čajkovski postal prvi profesionalni ruski skladatelj s polnim delovnim 
časom.« To mu je po besedah Wileyja omogočilo čas in svobodo za konsolidiranje zahodnih kompozicijskih praks, ki se jih je naučil na Sanktpeterburškemu konservatoriju z ruskimi ljudskimi pesmi in drugimi prvinskimi glasbenimi elementi za izpolnitev njegovih ekspresivnih ciljev in oblikovanje originalnega, globoko osebnega sloga. Naredil je vtis ne samo z zaključenimi deli, kot je simfonija, ampak tudi s programsko glasbo in, kot pravi Wiley, »transformiral Lisztove in Berliozove dosežke...v material shakespearejanske višine in psihološkega uvoza.« Wiley in Holden oba trdita, da je Čajkovski vse to napravil brez prvotne šole kompozicije, iz katere se je umaknil. Poudarjata, da je bil pred njim samo Glinka, ki je kombiniral ruske in zahodne prakse in njegovi učitelji v Sankt Peterburgu so bili vsi germanski v svojem glasbenem pogledu. Kot pravita je bil v bistvu v svojem iskanju sam.
Maes in Taruskin pišeta, da je Čajkovski verjel, da ga njegova profesionalnost v kombiniranju veščin in visokih standardov v njegovih delih ločujeta od njegovih sodobnikov v peterki. Maes dodaja, da je kot oni tudi Čajkovski želel ustvarjati glasbo, ki odraža ruski nacionalni značaj, vendar je to delal v skladu z najvišjimi evropskimi standardi kakovosti. Čajkovski se je po Maesu pojavil v času, ko je bil narod globoko razdeljen pri vprašanju katerega značaja v bistvu je. Maes piše, da je kot njegova država tudi sam potreboval nekaj časa, da je odkril, kako izražati njegovo ruskost na način, ki je bil iskren do samega sebe in do tega, kar se je naučil. Maes pravi, da je zaradi svojega profesionalizma trdo delal pri zasledovanju tega cilja in je tudi uspel. Skladateljev prijatelj, glasbeni kritik Herman Laroche, je o Speči lepotici napisal, da partitura vsebuje »element, ki je globlji in bolj splošen kot barva v notranji strukturi glasbe, predvsem v osnovah elementa melodije. Ta osnovni element je nedvomno ruski.«
Čajkovskega je po mnenju Maesa in Taruskina navdihovalo to, da je s svojo glasbo segel onkraj Rusije. Njegova izpostavljenost zahodni glasbi ga je po njunem mnenju vzpodbudila, da je mislil, da pripada ne le Rusiji, toda celem svetu. Solomon Volkov dodaja, da je ta miselnost povzročila, da je resno razmišljal o mestu Rusije v evropski glasbeni kulturi, pri čemer je bil prvi med ruskimi skladatelji. To ga je psihično pripravilo, da je postal prvi ruski skladatelj, ki se je seznanil s tujimi publikami osebno s svojimi lastnimi deli, kot piše John Warrack, pa tudi z deli drugih ruskih skladateljev. Anthony Holden se v svoji biografiji Čajkovskega spominja pomanjkanja ruske klasične glasbe pred rojstvom Čajkovskega in nato postavi skladateljeve dosežke v zgodovinsko perspektivo: »Dvajset let po smrti Čajkovskega, leta 1913, je Pomladni obred Igorja Stravinskega izbruhnil na glasbeni sceni in signaliziral prihod Rusije v glasbo 20. stoletja. Med tema močno različnima svetovoma je bila glasba Čajkovskega edini most.«

## Delo
Prve manjše skladbe je Čajkovski napisal že s štirinajstimi leti. S štiriindvajsetimi pa je napisal prvo pomembnejše delo - uverturo za Nevihto, dramsko delo Aleksandra Ostrovskega. Ob koncu študija je napisal Odo radosti na Schillerjevo besedilo. Pod vplivom Balakireva je napisal uverturo za Romea in Julijo, ki jo je kasneje večkrat predelal ter simfonijo Manfred. Simfonično pesnitev Fatum (1868) mu je celo posvetil.
Velik uspeh je doživel z violinskim koncertom št. 1 v D-duru op. 35 ter Simfonijo št. 2 v C-molu op. 17. Moskovsko gledališče mu je naročilo napisati glasbo za Sneguljčico na besedilo Ostrovskega. V naslednjih letih je napisal celo vrsto koncertov in simfonij, baletov (Hrestač, Labodje jezero, Trnuljčica), opere Pikova dama in Jevgenij Onjegin in drugo.
Glasba Čajkovskega ima nenavadno širok slogovno in čustveni razpon, od salonskih del do simfonij z izjemno globino, močjo in veličino.

### Baleti
Čajkovski je pri večini najbolj znan po svojih baletih.
Prvega, Labodje jezero, (op. 20) je ustvaril med letoma 1871 in 1876. Prvič so ga v okleščeni različici predvajali v, leta 1876 ustanovljenem, Bolšoj teatru v Moskvi 4. marca 1877.
Čajkovski je imel balet Trnuljčica (op. 66) za eno svojih najboljših del. Napisal ga je približno 13 let kasneje, med letoma 1888 in 1889. Prvič so ga predvajali leta 1890 v Mariinskem gledališču v Sankt Peterburgu.
Manj je bil zadovoljen s svojim zadnjim baletom Hrestač (op. 71), ki ga je ustvaril med letoma 1891 in 1892.

### Opere
Napisal je deset oper. Med njimi sta najbolj znani Jevgenij Onjegin (1877 - 1888) in Pikova dama (op. 68, 1890). Obe sta nastali po književni predlogi Aleksandra Sergejeviča Puškina.

### Simfonije
Zgodnje simfonije Čajkovskega so vesele s pridihom narodnega značaja, kasnejše pa so polne zloveščih občutkov, nemira, in, še posebej šesta, obupa.
- št. 1 v g-molu, op. 13, Zimske sanje (1866)
- št. 2 v c-molu, op. 17, Maloruska (1872)
- št. 3 v D-duru, op. 29, Poljska (1875)
- št. 4 v f-molu, op. 36 (1877 - 1878)
- št. 5 v e-molu, op. 64 (1888)
- št. 6 v h-molu, op. 74, Patetična (1893)

### Koncerti
Od treh klavirskih koncertov je prvi v b-molu (op. 23. 1874–1875) najbolj znan in najbolj cenjen. Pianist Nikolaj Rubinstein ga je sprva zavračal kot slabega in neigralnega. Kasneje ga je prvi izvedel Hans von Bülow v Bostonu (ZDA), leta 1875.
Violinski koncert v d-duru (op. 35) je ustvaril v manj kot mesecu dni marca in aprila leta 1878. Krstno izvedbo je doživel šele leta 1881, ker ga violinist, kateremu ga je želel posvetiti, zaradi tehnične zahtevnosti ni hotel igrati.

### Druga dela
- Variacije na rokokojsko temo, za violončelo in orkester op. 33.

Med drugimi njegovimi deli za orkester so zelo znane Uvertura 1812 (op. 49, 1880), fantazijska uvertura Romeo in Julija (1881), Italijanski capriccio (op. 45, 1880) in Slovanska koračnica (op. 31, 1876).
Mnogo njegovih skladb vključuje dela za pevski zbor kot tudi veliko pesmi, komorne glasbe in glasbe za klavir. Najbolj znana dela od teh so:
- op. 11 za godalni kvartet št. 1 v d-duru
- op. 37a suita za klavir, Letni časi
- op. 59 Dumka, ruska podeželska v c-molu za klavir
- op. 70 za godalni sekstet, Spomin na Firence